# Centre d'histoire du travail
Pour les articles homonymes, voir CHT.
Le Centre d'histoire du travail (CHT) est situé à Nantes dans l'ancien « bâtiment des Ateliers et Chantiers de Nantes » (abritant la « Maison des Hommes et des Techniques ») sur l'île de Nantes.

## Histoire
Il a été créé en 1980, par des universitaires et des syndicalistes avec le soutien des trois grandes confédérations syndicales ouvrières (CGT, CFDT et CGT-FO) et de collectivités locales de la Loire-Atlantique. Il s'appelait à l'origine le Centre de documentation du mouvement ouvrier et du travail (CDMOT) et était hébergé dès 1981 dans un local se trouvant au dernier étage d'un des bâtiments de la Bourse du travail, situé rue Arsène-Leloup. En 1994, la municipalité met à la disposition du CDMOT les locaux tout juste rénovés de l'ancien « bâtiment des Ateliers et Chantiers de Nantes ». À l'occasion de ce déménagement le CDMOT devient le « Centre d'histoire du travail » (CHT).

## Présentation
Depuis, le CHT a recueilli plus de 200 fonds d'archives de provenances diverses : 
- militants ouvriers ou paysans, principalement du département de la Loire-Atlantique ;
- organisations syndicales locales (CGT-FO, CFDT, CGT, FDSEA, Paysans Travailleurs…) ;
- organisations politiques ou syndicales nationales (Confédération nationale des syndicats de travailleurs paysans, Parti socialiste unifié) ;
- centre de documentation militant (Centre de documentation anarchiste - CDA) qui lui a confié la gestion de ses fonds « bibliothèque » (plus de 3 500 références) et « périodiques » (près de 500 titres).

Le CHT abrite également une bibliothèque de 25 000 livres consultable sur place. Il édite également des ouvrages d'histoire locale ainsi qu'un bulletin d'information annuel.
Le CHT propose aussi un cycle cinéma, des expositions, des conférences, des ateliers pédagogiques, participe au Forum audiovisuel du film d'intervention sociale de l'association Visages, et collabore à l'occasion à des programmes universitaires de recherche. Toutes ces activités sont présentées dans son bulletin d'information annuel.
Depuis 1988, le CHT exerce également une activité d'édition, publiant des ouvrages ayant trait au militantisme ouvrier et paysan (témoignages, travaux à caractère scientifique…) et à l'histoire locale.

## Projet de transfert
Dans le courant des années 2010, le CHT connaît des problèmes liés à l'exiguïté de ses locaux, notamment des espaces dédiés à l'archivage. En 2014, la municipalité envisage alors le transfert les fonds du CHT et des archives municipales (également trop à l'étroit dans leurs locaux de la rue d'Enfer) au sein d'un projet de « Pôle Histoire et mémoire » installé dans les vastes hangars de l'ancien dépôt d'autobus de la Morrhonnière, situé boulevard Michelet construit par Étienne Coutan en 1913, qui pourraient donc être réhabilités pour l'occasion. Cependant le transfert du CHT ne semblait pas faire l'unanimité au sein de ses adhérents. Cependant, le 27 février 2015, une assemblée générale extraordinaire décida à une très large majorité d'autoriser le conseil d'administration à engager des discussions avec la municipalité en vue du transfert sur le site de la Morrhonnière à l'horizon 2020. Au début de l'été 2015, la ville de Nantes décidait de « réinterroger le projet », en ajournant celui-ci. Il est donc probable que ce projet de transfert ne sera pas mené à son terme à la date prévue.